# Скот Бейкър (американски писател)
Вижте пояснителната страница за други личности с името Скот Бейкър.
Скот Бейкър (на английски: Scott Baker) е американски писател на произведения в жанра научна фантастика, фентъзи и хорър.

## Биография и творчество
Скот Макмартин Бейкър е роден на 29 септември 1947 г. в Оук Парк, Илинойс, САЩ. Израства в Уийтън. Завършва Ню колидж във Флорида. След дипломирането си става съсобственик на магазин за кожени изделия в Провинтаун, Масачузетс. Учи известно време в Калифорнийския университет в Ървайн, но отпада и прекарва няколко години като хипи в къмпинг в Националния парк „Лос Падрес“. Там решава да преследва писателска кариера и прави опити да пише. Получава магистърска степен по творческо писане от Университета Годар.
Премества се в Париж да пише. Едновременно работи като редактор за няколко френски издателства, преводач за френски брокерски къщи и като сценарист на няколко филма. Съавтор е на сценария за френския филм „Литан“, който печели „Наградата на критиката“ на Филмов фестивал за фантастични филми в Авориас през 1982 г.
Първият му роман „Symbiote's Crown“ (Короната на симбиотите) е публикуван през 1978 г. Той получава френската награда „Аполо“ за най-добър френски научнофантастичен роман на годината.
През 1985 г. печели Световната награда за фентъзи за най-добър разказ за „Still Life with Scorpion“.
Остава в продължение на 20 години в Париж, след което се преселва в Калифорния. Работи по създаването на уебсайтове на филмови кампании, като тази на Стивън Спилбърг.
Участва в съдийските комисии за Световната награда за фентъзи и наградата „Филип К. Дик“.
Скот Бейкър живее със семейството си в Пасифик Гроув, окръг Монтерей, Калифорния.

## Произведения

### Самостоятелни романи
- Symbiote's Crown (1978) – награда „Аполо“
- Nightchild (1979)
- Kyborash (1983) – на френски
- Dhampire (1982)
- Webs (1989)
- Ancestral Hungers (1995)

### Серия „Ашлу“ (Ashlu)
1. Drink the Fire from the Flames (1980)
2. Firedance (1986)

### Разкази
- L'allée (1982)
- Prospero (1982)
- Flatsquid Thrills (1982)
- The Path (1982)
- Attente [French] (1983)
- Extaticrétion [French] (1983)
- Lépidoptéron [French] (1983)
- The Lurking Duck (1983)
- Still Life with Scorpion (1984) – световна награда за фантастика
- Ces bons vieux ploucs amerloques (1985)
- Mortelle Venise (1985)
- Sea Change (1986)
- Nesting Instinct (1987)
- The Sins of the Fathers (1988)
- Varicose Worms (1989)
- Alimentary Tract (1990)
- The Jamesburg Incubus (1990)
- Virus Dreams (1993)
- Full Fathom Deep Leviathan Lives (1995)
- Full Fathom Deep (1995)
- Croissance contrariée [French] (1997)
- Les feux du Nil [French] (1997)
- Pleurs de joie dans un paysage de cendre (1997)
- Toute la mémoire du monde (1997)
- On or Out (2003)
- Feral Frolics (2014)
- Rewind (2015)